# إيريكا ليندر
إيريكا أنيت ليندر جيرفير (بالسويدية: Erika Linder) (من مواليد 11 مايو 1990) عارضة أزياء وممثلة سويدية، وهي معروفة كعارضة ازياء لعروض كل من ملابس الرجال والنساء. في عام 2016 ، قامت ببطولة فيلمها تحت فمها.

## نشأتها
ولدت إيريكا ليندر في سوندبيباري، مقاطعة ستوكهولم، السويد. تم اكتشافها لتكون عارضة أزياء في حفل موسيقي عندما كان عمرها 14 عامًا لكنها رفضت العرض. درست القانون في المدرسة الثانوية واللغة لمدة عام في الجامعة، ولعبت كرة القدم حتى بلغت 19 عامًا.

## الروابط الخارجية
- إيريكا ليندر على موقع IMDb (الإنجليزية)
- إيريكا ليندر على موقع قاعدة بيانات الفيلم (الإنجليزية)
- Erika Linder على تويتر.
- إيريكا ليندر في موديلز.كوم
- Erika Linder في قاعدة بيانات الأفلام على الإنترنت